# Fransiskushjelpen

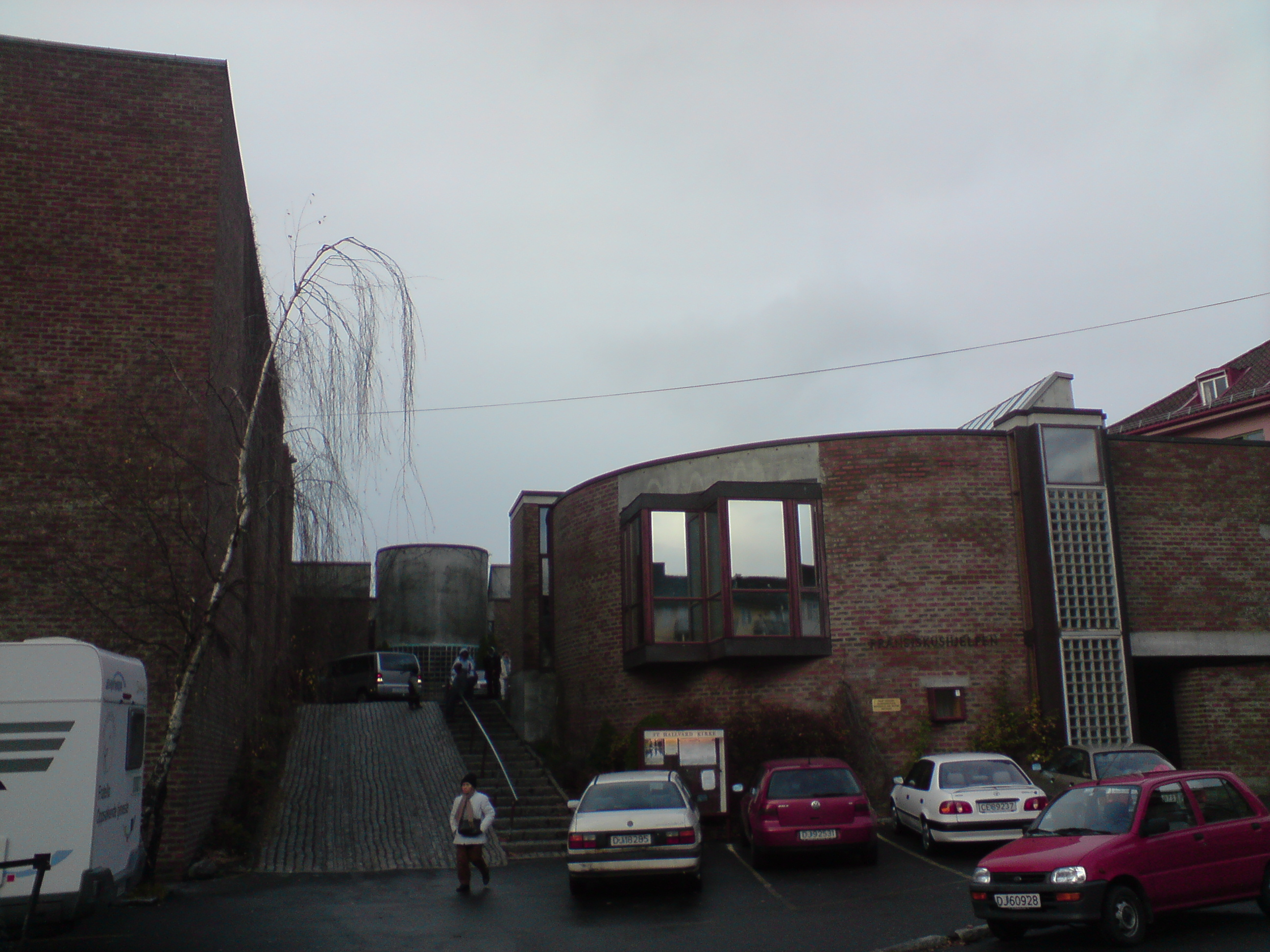
Escritórios administrativos da Fransiskushjelpen (à direita)

Fransiskushjelpen (do norueguês: Ajuda de Francisco) é uma instituição de caridade católica da Noruega, fundada em por Brita Collett Paus em 1956. Sua sede de administração está localizada em Oslo, junto da Igreja e mosteiro de São Hallvard.
A organização, ligada à ordem dos franciscanos – seguidores de São Francisco de Assis –, e se dedica a fornecer ajuda a pessoas gravemente doentes e moribundos, e às pessoas necessitadas, independentemente de crenças religiosas.